# Fernand Demilly
Pour les articles homonymes, voir Demilly.
Fernand Demilly, né le 10 décembre 1934, est un homme politique français, président du conseil général de la Somme de 1988 à 2000 et sénateur de 1995 à 2004.
Il est le père de Stéphane Demilly, ancien maire d'Albert et député de la 5e circonscription de la Somme, de 2002 à 2020, devenu lui aussi sénateur.
Sa famille politique est le Parti social-démocrate, composante de l'UDF au moment de sa création.

## Anciens mandats
- Sénateur de la Somme, de 1995 à 2004.
- Président du conseil général de la Somme, de 1988 à 2000.
- Conseiller général de la Somme, pour le canton d'Albert, en 1979, élu à cinq reprises 1979, 1985, 1992, 1998 et 2004.
- Conseiller régional de Picardie, de 1976 à 1979.
- Député-suppléant de André Audinot pour la 5e circonscription de la Somme, de 1978 à 1985.
- Maire d'Albert, de 1971 à 1977.